# Teoria del sistema-món

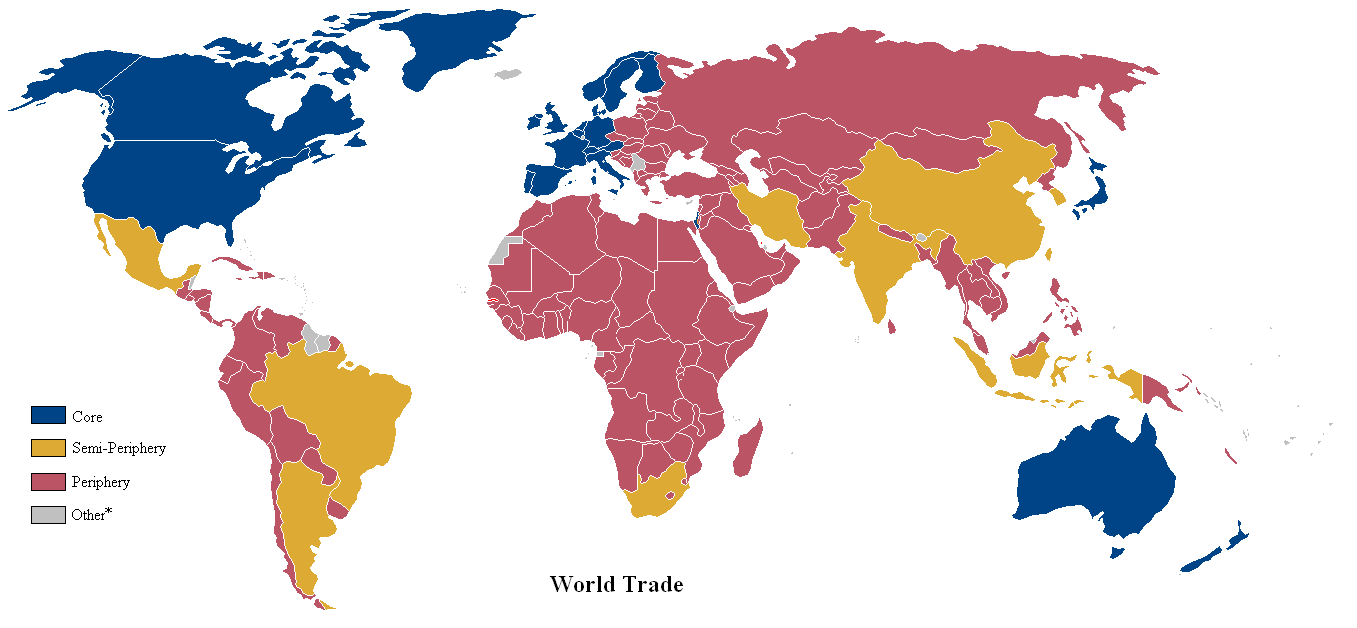
Un mapa mundial de països per estatus comercial, a finals del segle XX: economia central (en blau i en anglès, core), semiperifèrica (en lila i en anglès, semiperiphery) i perifèrica (en vermell i en anglès, periphery). Basant-se en la llista en Dunn, Kawana, Brewer (2000).

La teoria del sistema-món (també coneguda com a anàlisi del sistema-món o la perspectiva del sistema-món), un enfocament multidisciplinari, és una aproximació a escala macro de la història mundial i del canvi social, posa l'accent en el que s'ha vingut a anomenar sistema-món (i no en els estats nació) com a unitat primària (però no exclusiva) de l'anàlisi social.
El "sistema-món" es refereix a la divisió del treball a nivell interregional i transnacional, que divideix el món en països centrals, països semiperifèrics i països de la perifèria. És en els països centrals on es concentra una major habilitat, una producció intensiva en capital, i la resta del món es concentra una baixa qualificació, una producció basada en una mà d'obra intensiva i l'extracció de matèries primeres. Això reforça constantment el domini dels països centrals. No obstant això, el sistema té característiques dinàmiques, en part com un resultat de les revolucions en la tecnologia del transport, i així els estats individuals poden perdre la seva posició (de països centrals o semiperifèrics) o guanyar-la (deixant de ser semiperifèrics o perifèrics), amb el temps. Durant durant els últims segles, alguns països han esdevingut potències hegemòniques mundials; com el sistema-món s'ha estès geogràficament i s'ha intensificat econòmicament, aquest estatus ha passat dels Països Baixos al Regne Unit i (més recentment) als Estats Units d'Amèrica.

## Història
Immanuel Wallerstein ha desenvolupat la versió més coneguda d'anàlisi dels sistema-món, a partir de la dècada de 1970. Wallerstein assenyala l'auge de l'economia-món capitalista durant un "llarg" segle XVI (des de 1450 a 1640 aproximadament). L'auge del capitalisme, segons Wallerstein, va ser un resultat previsible (però no inevitable) de la perllongada crisi del feudalisme (des de 1290 a 1450 aproximadament). Europa (l'Occident) va utilitzar els seus avantatges per obtenir així el control sobre la major part de l'economia del món, que presideix el desenvolupament i la difusió de la industrialització i de l'economia capitalista, resultant indirectament un desenvolupament desigual a nivell mundial.